# Parlamentswahl in Kroatien 2024
- Možemo!: 10
- Rijeke pravde: 42
- IDS: 2
- NPS: 2
- R-F: 1
- Minderheiten: 8
- HDZ: 61
- MOST: 11
- DP: 14

Die Parlamentswahl in Kroatien 2024 fand am 17. April 2024 statt. Gewählt wurden die 151 Abgeordneten des Sabor.
Das Wahlbündnis der regierenden HDZ schnitt mit leichten Verlusten ab, wurde aber erneut klarer Wahlsieger vor dem Wahlbündnis Rijeke pravde um die SDP, das erneut auf rund 25 Prozent der Stimmen kam. Auch bei den weiteren Parteien zeigten sich nur kleinere Veränderungen.
Nach der Wahl ging die HDZ eine Koalition mit der rechtspopulistischen Domovinski pokret ein und bildete das Kabinett Plenković III.

## Wahlverfahren
Die 151 Mitglieder des Parlaments werden wie folgt gewählt:
- Kroatien ist in zehn Wahlkreise eingeteilt. In jedem Wahlkreis werden 14 Sitze proportional nach dem D’Hondt-Verfahren vergeben, also insgesamt 140 Sitze. Hierbei gilt eine 5-%-Hürde.
- Drei Sitze werden von den Auslandskroaten (11. Wahldistrikt) nach Proporz gewählt
- Acht Sitze werden von Angehörigen nationaler Minderheiten (12. Wahldistrikt) gewählt.

## Ausgangslage
Bei der Wahl 2020 wurde die HDZ deutlich stärkste Kraft. Das sozialdemokratische Bündnis Restart kam nur auf knapp 25 % der Stimmen und verlor so 11 Prozentpunkte. Die DPMS konnte ihr Ergebnis stark verbessern und wurde mit fast 11 % drittstärkste Kraft.
Der amtierende Ministerpräsident Andrej Plenković teilte am 6. Juli 2020 mit, dass er die Unterstützung der linksliberalen HNS und Reformisti (je einen Abgeordneten) sowie die acht Vertreter der Minderheiten für eine Regierungsbildung habe. Mit den 66 HDZ-Mandaten hätte diese Regierung mit 76 von 151 Sitzen die kleinstmöglichste Mehrheit. Am 23. Juli 2020 wurde Plenkovićs neues Kabinett vereidigt, das aus 16 Ministern der HDZ, einem parteilosen Minister und einem Minister aus Reihen der SDSS besteht.

## Umfragen

### Letzte Umfragen
| Institut            | Datum      | HDZ    | SDP    | HSU    | DP     | MOST   | M      | NH    | Sonstige |
| ------------------- | ---------- | ------ | ------ | ------ | ------ | ------ | ------ | ----- | -------- |
| Ipsos               | 23.03.2024 | 33,9 % | 22,1 % | –      | 9,0 %  | 8,7 %  | 8,0 %  | –     | 18,3 %   |
| Promocija PLUS      | 19.03.2024 | 31,9 % | 24,9 % | 1,3 %  | 8,8 %  | 8,2 %  | 10,3 % | –     | 14,6 %   |
| Ipsos               | 16.03.2024 | 30,4 % | 25,1 % | –      | 8,8 %  | 9,7 %  | 9,7 %  | –     | 16,3 %   |
| 2x1 Komunikacije    | 29.01.2024 | 30,3 % | 18,4 % | 3,3 %  | 9,8 %  | 9,9 %  | 9,6 %  | 3,9 % | 14,8 %   |
| Promocija PLUS      | 05.01.2024 | 31,8 % | 19,4 % | 1,2 %  | 9,6 %  | 10,3 % | 10,7 % | –     | 17,0 %   |
| Parlamentswahl 2020 | 05.07.2020 | 37,3 % | 24,9 % | 24,9 % | 10,9 % | 7,4 %  | 7,0 %  | –     | 12,5 %   |

### Verlauf
Die folgende Grafik zeigt den Verlauf der Umfragewerte der einzelnen Parteien seit der letztem Wahl im Juli 2020:

## Ergebnis

Stärkste Partei und Sitzverteilung in den Wahlkreisen

### Übersicht
| Listen                                                                                                  | Listen                                                       | Stimmen   | %    | Mandate |
| --- | ------------------------------------------------------------ | --------- | ---- | ------- |
| | Wahlbündnis Hrvatska demokratska zajednica                   | 729.949   | 34,4 | 61      |
| | Rijeke pravde                                                | 538.748   | 25,4 | 42      |
| | Wahlbündnis Domovinski pokret – Pravo i Pravda               | 202.714   | 9,6  | 14      |
| | Wahlbündnis Možemo!                                          | 193.051   | 9,1  | 10      |
| | Wahlbündnis Most                                             | 169.988   | 8,0  | 11      |
| | Naša Hrvatska                                                | 71.575    | 3,4  | 4       |
| | Fokus – Republika                                            | 47.715    | 2,2  | 1       |
| | Umirovljenici zajedno – Politička platforma (SU – BUZ – DSU) | 40.755    | 1,9  | –       |
| | Odlučnost i pravednost                                       | 26.198    | 1,2  | –       |
| | Stranka Ivana Pernara                                        | 19.367    | 0,9  | –       |
| | Radnička fronta                                              | 16.869    | 0,8  | –       |
| | HSP – HB – HDSS                                              | 15.659    | 0,7  | –       |
| | Ričard nezavisni                                             | 15.228    | 0,7  | –       |
| | AS – AP                                                      | 7.051     | 0,3  | –       |
| | Autohtona – Hrvatska stranka prava                           | 6.291     | 0,3  | –       |
| | Hrvatsko bilo                                                | 2.469     | 0,1  | –       |
| | Reformisti – PGS – IDS – Unija – SHU                         | 1.910     | 0,1  | –       |
| | Pokret za modernu Hrvatsku                                   | 1.684     | 0,1  | –       |
| | Javno Dobro                                                  | 1.650     | 0,1  | –       |
| | Socijalistička radnička partija Hrvatske                     | 1.206     | 0,1  | –       |
| | Pravedna Hrvatska                                            | 1.124     | 0,1  | –       |
| | Hrvatska Stranka Građanskog Otpora                           | 998       | 0,0  | –       |
| | Hrvatska stranka prava dr. Ante Starčević                    | 882       | 0,0  | –       |
| | Međimurski demokratski savez                                 | 762       | 0,0  | –       |
| | Dalmatinska akcija                                           | 699       | 0,0  | –       |
| | Stranka hrvatskog zajedništva                                | 231       | 0,0  | –       |
| | Unabhängige                                                  | 6.006     | 0,3  | –       |
| | Minderheiten                                                 | –         | –    | 8       |
| Gesamt                                                                                                  | Gesamt                                                       | 2.120.779 | 100  | 151     |
| |                                                              |           |      |         |
| Ungültige Stimmen                                                                                       | Ungültige Stimmen                                            | 59.632    | 2,7  |         |
| Wähler                                                                                                  | Wähler                                                       | 2.180.411 | 61,9 |         |
| Wahlberechtigte                                                                                         | Wahlberechtigte                                              | 3.523.270 |      |         |
| |                                                              |           |      |         |
| Quellen: Državno izborno povjerenstvo, Izbori – Wahlkreise I.-IV./VI.-XI und Min. II.-V. – Wahlkreis V. |                                                              |           |      |         |

### Ergebnis nach Wahlkreisen

#### Stimmen
| Listen                                                                | Listen                                                       | Listen                                                       | Wahlkreise | Wahlkreise | Wahlkreise | Wahlkreise | Wahlkreise | Wahlkreise | Wahlkreise | Wahlkreise | Wahlkreise             | Wahlkreise | Wahlkreise | Gesamt    |
| Listen                                                                | Listen                                                       | Listen                                                       | I          | II         | III        | IV         | V          | VI         | VII        | VIII       | IX                     | X          | XI         | Gesamt    |
| --------------------------------------------------------------------- | ------------------------------------------------------------ | ------------------------------------------------------------ | ---------- | ---------- | ---------- | ---------- | ---------- | ---------- | ---------- | ---------- | ---------------------- | ---------- | ---------- | --------- |
|                                                                       | Wahlbündnis HDZ                                              | HDZ – HSLS – HDS – HNS – HSU                                 | 63.763     | 71.695     | 58.356     | 84.712     | 75.807     | 58.656     | 80.485     | 43.744     | 80.566                 | 80.057     | –          | 729.949   |
| HDZ                                                                   | Wahlbündnis HDZ                                              | –                                                            | –          | –          | –          | –          | –          | –          | –          | –          | –                      | 32.108     |            | 729.949   |
|                                                                       | Rijeke pravde                                                | SDP – CENTAR – HSS – DO i SIP – GLAS – Reformisti            | 56.205     | 50.383     | 77.804     | 51.065     | 34.679     | 56.235     | –          | –          | 39.285                 | 55.090     | –          | 538.748   |
| SDP – CENTAR – HSS – DO i SIP – GLAS                                  | Rijeke pravde                                                | –                                                            | –          | –          | –          | –          | –          | 49.425     | 68.577     | –          | –                      | –          |            | 538.748   |
|                                                                       | Wahlbündnis DP – PiP                                         | DP – PiP                                                     | –          | –          | –          | –          | 30.816     | –          | –          | 8.276      | 21.571                 | 23.444     | –          | 202.714   |
| DP – PiP – DHSS – ZL                                                  | Wahlbündnis DP – PiP                                         | –                                                            | –          | 10.714     | –          | –          | –          | 16.834     | –          | –          | –                      | –          |            | 202.714   |
| DP – PiP – DHSS – ZL – Nezavisni                                      | Wahlbündnis DP – PiP                                         | –                                                            | –          | –          | 26.478     | –          | –          | –          | –          | –          | –                      | –          |            | 202.714   |
| DP – PiP – DHSS – ZL – Agrameri                                       | Wahlbündnis DP – PiP                                         | –                                                            | 22.592     | –          | –          | –          | 20.550     | –          | –          | –          | –                      | –          |            | 202.714   |
| DP – PiP – Blok – Agrameri                                            | Wahlbündnis DP – PiP                                         | 21.439                                                       | –          | –          | –          | –          | –          | –          | –          | –          | –                      | –          |            | 202.714   |
|                                                                       | Wahlbündnis Možemo!                                          | Možemo!                                                      | 45.831     | –          | –          | –          | –          | 42.841     | –          | 21.062     | 9.015                  | –          | 1.242      | 193.051   |
| Možemo! – HP                                                          | Wahlbündnis Možemo!                                          | –                                                            | 17.399     | 13.229     | 11.133     | 6.388      | –          | 13.504     | –          | –          | –                      | –          |            | 193.051   |
| Možemo! – SjG                                                         | Wahlbündnis Možemo!                                          | –                                                            | –          | –          | –          | –          | –          | –          | –          | –          | 11.407                 | –          |            | 193.051   |
|                                                                       | Wahlbündnis Most                                             | Most – HS – HKS – NLM                                        | 17.134     | 18.404     | 8.125      | 12.249     | 15.035     | 22.433     | 12.883     | 11.754     | 24.496                 | 24.791     | –          | 169.988   |
| Most                                                                  | Wahlbündnis Most                                             | –                                                            | –          | –          | –          | –          | –          | –          | –          | –          | –                      | 2.684      |            | 169.988   |
|                                                                       | Fokus – Republika                                            | Fokus – Republika                                            | 7.931      | 5.595      | 1.808      | 1.951      | 1.752      | 18.316     | 3.212      | 3.866      | 2.018                  | 1.064      | 202        | 47.715    |
|                                                                       | Naša Hrvatska                                                | SD – Laburisti – Demokrati                                   | –          | –          | –          | –          | –          | –          | 1.353      | –          | –                      | –          | –          | 71.575    |
| SD – Laburisti – Demokrati – IDS – PGS                                | Naša Hrvatska                                                | 2.113                                                        | 2.367      | –          | 2.037      | 753        | 1.428      | –          | –          | 1.808      | 1.158                  | –          |            | 71.575    |
| SD – Laburisti – Demokrati – IDS – PGS – Reformisti – Unija – ISU/PIP | Naša Hrvatska                                                | –                                                            | –          | –          | –          | –          | –          | –          | 32.728     | –          | –                      | –          |            | 71.575    |
| Nezavisna platforma Sjevera                                           | Naša Hrvatska                                                | –                                                            | –          | 25.830     | –          | –          | –          | –          | –          | –          | –                      | –          |            | 71.575    |
|                                                                       | Umirovljenici zajedno – Politička platforma (SU – BUZ – DSU) | Umirovljenici zajedno – Politička platforma (SU – BUZ – DSU) | 4.708      | 4.236      | 3.328      | 4.705      | 3.686      | 4.559      | 4.386      | 4.156      | 3.481                  | 3.510      | –          | 40.755    |
|                                                                       | Odlučnost i pravednost (OIP)                                 | Odlučnost i pravednost (OIP)                                 | 4.714      | 3.010      | 1.789      | 1.813      | 1.969      | 2.949      | 2.051      | 1.844      | 2.714                  | 2.500      | 845        | 26.198    |
|                                                                       | Stranka Ivana Pernara (SIP)                                  | Stranka Ivana Pernara (SIP)                                  | 1.463      | 2.521      | 2.174      | 2.124      | 1.921      | 2.557      | 1.916      | 1.746      | 1.161                  | 1.367      | 417        | 19.367    |
|                                                                       | Radnička fronta (RF)                                         | Radnička fronta (RF)                                         | 1.803      | 1.547      | 1.052      | 1.123      | 802        | 1.716      | 1.322      | 5.703      | 937                    | 864        | –          | 16.869    |
|                                                                       | HSP – HB – HDSS                                              | HSP – HB – HDSS                                              | 736        | 1.215      | 963        | 1.787      | 1.398      | 1.098      | 2.682      | 944        | 2.987                  | 1.849      | –          | 15.659    |
|                                                                       | Ričard nezavisni                                             | Ričard nezavisni                                             | –          | –          | –          | –          | –          | –          | –          | –          | 8.368                  | 6.860      | –          | 15.228    |
|                                                                       | AS – AP                                                      | AS – AP                                                      | 726        | 1.235      | –          | –          | 1.277      | –          | 1.818      | –          | 1.995                  | –          | –          | 7.051     |
|                                                                       | Autohtona – Hrvatska stranka prava (A-HSP)                   | Autohtona – Hrvatska stranka prava (A-HSP)                   | 439        | 655        | 557        | 746        | 579        | 425        | 678        | 503        | 613                    | 651        | 445        | 6.291     |
|                                                                       | Pokret za modernu Hrvatsku                                   | Pokret za modernu Hrvatsku                                   | 739        | –          | –          | –          | –          | 945        | –          | –          | –                      | –          | –          | 1.684     |
|                                                                       | Javno Dobro                                                  | Javno Dobro                                                  | 326        | –          | –          | –          | 328        | –          | –          | –          | 578                    | 418        | –          | 1.650     |
|                                                                       | Socijalistička radnička partija Hrvatske (SRP)               | Socijalistička radnička partija Hrvatske (SRP)               | –          | –          | –          | –          | –          | –          | –          | 615        | –                      | 591        | –          | 1.206     |
|                                                                       | Pravedna Hrvatska                                            | Pravedna Hrvatska                                            | 480        | –          | –          | 644        | –          | –          | –          | –          | –                      | –          | –          | 1.124     |
|                                                                       | Hrvatska Stranka Građanskog Otpora (HSGO)                    | Hrvatska Stranka Građanskog Otpora (HSGO)                    | –          | –          | 284        | –          | –          | 342        | 372        | –          | –                      | –          | –          | 998       |
|                                                                       | Unabhängige                                                  | Unabhängige                                                  | –          | –          | 4.935 a    | –          | –          | 1.071 b    | –          | –          | –                      | –          | –          | 6.006     |
|                                                                       | Sonstige                                                     | Sonstige                                                     | –          | –          | 762 (MDS)  | –          | –          | –          | 1.910 ( c) | –          | 882 (HSP-AS) 231 (SHZ) | 699 (DA)   | 2.469 (HB) | 6.953     |
| Gesamt                                                                | Gesamt                                                       | Gesamt                                                       | 230.550    | 202.854    | 211.710    | 202.567    | 177.190    | 236.121    | 194.831    | 205.518    | 202.706                | 216.320    | 40.412     | 2.120.779 |
| Wähler                                                                | Wähler                                                       | Wähler                                                       | 235.553    | 208.590    | 218.584    | 208.481    | 183.520    | 241.800    | 201.283    | 211.002    | 208.481                | 222.010    | 41.107     | 2.180.411 |
| Wahlberechtigte                                                       | Wahlberechtigte                                              | Wahlberechtigte                                              | 341.023    | 345.398    | 349.058    | 351.860    | 336.652    | 352.234    | 340.923    | 355.951    | 350.941                | 358.110    | 41.120     | 3.523.270 |

#### Mandate
| Listen | Listen                      | Wahlkreise | Wahlkreise | Wahlkreise | Wahlkreise | Wahlkreise | Wahlkreise | Wahlkreise | Wahlkreise | Wahlkreise | Wahlkreise | Wahlkreise | Gesamt |
| Listen | Listen                      | I          | II         | III        | IV         | V          | VI         | VII        | VIII       | IX         | X          | XI         | Gesamt |
| ------ | --------------------------- | ---------- | ---------- | ---------- | ---------- | ---------- | ---------- | ---------- | ---------- | ---------- | ---------- | ---------- | ------ |
|        | Wahlbündnis HDZ             | 5          | 6          | 5          | 7          | 7          | 4          | 7          | 4          | 7          | 6          | 3          | 61     |
|        | Rijeke pravde               | 4          | 4          | 6          | 4          | 3          | 4          | 4          | 6          | 3          | 4          | –          | 42     |
|        | Wahlbündnis DP – PiP        | 1          | 2          | –          | 2          | 3          | 1          | 1          | –          | 2          | 2          | –          | 14     |
|        | Wahlbündnis Možemo!         | 3          | 1          | 1          | –          | –          | 3          | 1          | 1          | –          | –          | –          | 10     |
|        | Wahlbündnis Most            | 1          | 1          | –          | 1          | 1          | 1          | 1          | 1          | 2          | 2          | –          | 11     |
|        | Fokus – Republika           | –          | –          | –          | –          | –          | 1          | –          | –          | –          | –          | –          | 1      |
|        | Naša Hrvatska               | –          | –          | –          | –          | –          | –          | –          | 2          | –          | –          | –          | 2      |
|        | Nezavisna platforma Sjevera | –          | –          | 2          | –          | –          | –          | –          | –          | –          | –          | –          | 2      |
| Gesamt | Gesamt                      | 14         | 14         | 14         | 14         | 14         | 14         | 14         | 14         | 14         | 14         | 3          | 143    |

### Minderheiten

#### I. Serbische Minderheit
| Kandidaten                           | Parteien                              | Stimmen | %    |
| ------------------------------------ | ------------------------------------- | ------- | ---- |
| Milorad Pupovacgewählt               | Samostalna demokratska srpska stranka | 11.660  | 31,6 |
| Anja Šimpragagewählt                 | Samostalna demokratska srpska stranka | 10.842  | 29,4 |
| Dragana Jeckovgewählt                | Samostalna demokratska srpska stranka | 10.344  | 28,0 |
| Srđan Milaković                      | Demokratski savez Srba                | 2.189   | 5,9  |
| Dragan Crnogorac                     | Unabhängig                            | 1.869   | 5,1  |
| Gesamt                               | Gesamt                                | 36.904  | 100  |
|                                      |                                       |         |      |
| Gültige Stimmzettel                  | Gültige Stimmzettel                   | 15.353  | –    |
| Ungültige Stimmzettel                | Ungültige Stimmzettel                 | 579     | 3,6  |
| Wähler                               | Wähler                                | 15.932  | –    |
|                                      |                                       |         |      |
| Quelle: Državno izborno povjerenstvo |                                       |         |      |

#### II. Ungarische Minderheit
| Kandidaten                           | Parteien                                      | Stimmen | %     |
| ------------------------------------ | --------------------------------------------- | ------- | ----- |
| Róbert Jankovicsgewählt              | Horvátországi Magyarok Demokratikus Közössége | 2.804   | 100,0 |
| Gesamt                               | Gesamt                                        | 2.804   | 100   |
|                                      |                                               |         |       |
| Ungültige Stimmen                    | Ungültige Stimmen                             | 73      | 2,5   |
| Wähler                               | Wähler                                        | 2.877   | –     |
|                                      |                                               |         |       |
| Quelle: Državno izborno povjerenstvo |                                               |         |       |

#### III. Italienische Minderheit
| Kandidaten                           | Parteien          | Stimmen | %    |
| ------------------------------------ | ----------------- | ------- | ---- |
| Furio Radingewählt                   | Unabhängig        | 971     | 50,9 |
| Corrado Dussich                      | Unabhängig        | 936     | 49,1 |
| Gesamt                               | Gesamt            | 1.907   | 100  |
|                                      |                   |         |      |
| Ungültige Stimmen                    | Ungültige Stimmen | 44      | 2,3  |
| Wähler                               | Wähler            | 1.951   | –    |
|                                      |                   |         |      |
| Quelle: Državno izborno povjerenstvo |                   |         |      |

#### IV. Tschechische und slowakische Minderheit
| Kandidaten                           | Parteien               | Stimmen | %    |
| ------------------------------------ | ---------------------- | ------- | ---- |
| Vladimir Bilekgewählt                | Unabhängig             | 1.764   | 93,0 |
| Ivan Komak                           | Matica Slovačka Osijek | 132     | 7,0  |
| Gesamt                               | Gesamt                 | 1.896   | 100  |
|                                      |                        |         |      |
| Ungültige Stimmen                    | Ungültige Stimmen      | 11      | 0,6  |
| Wähler                               | Wähler                 | 1.907   | –    |
|                                      |                        |         |      |
| Quelle: Državno izborno povjerenstvo |                        |         |      |

#### V. Österreichische, bulgarische, deutsche, polnische, Roma, rumänische, ruthenische, russische, türkische, ukrainische, walachische und jüdische Minderheiten
| Kandidaten                           | Parteien                              | Stimmen | %    |
| ------------------------------------ | ------------------------------------- | ------- | ---- |
| Veljko Kajtazigewählt                | Rromengi Unia Ani Kroacia „Kali Sara“ | 3.017   | 62,1 |
| Franjo Horvat                        | Udruga Roma „Korak po korak“          | 1.400   | 28,8 |
| Elvis Kralj                          | Unabhängig                            | 440     | 9,1  |
| Gesamt                               | Gesamt                                | 4.857   | 100  |
|                                      |                                       |         |      |
| Ungültige Stimmen                    | Ungültige Stimmen                     | 69      | 1,4  |
| Wähler                               | Wähler                                | 4.926   | –    |
|                                      |                                       |         |      |
| Quelle: Državno izborno povjerenstvo |                                       |         |      |

#### VI. Albanische, bosnische, montenegrinische, mazedonische und slowenische Minderheiten
| Kandidaten                           | Parteien                             | Stimmen | %    |
| ------------------------------------ | ------------------------------------ | ------- | ---- |
| Armin Hodžićgewählt                  | Bošnjaci zajedno!                    | 3.357   | 47,0 |
| Ermina Lekaj Prljaskaj               | Unija Albanaca u Republici Hrvatskoj | 2.249   | 31,5 |
| Šoip Šoipi                           | Unabhängig                           | 1.414   | 19,8 |
| Sulejman Tabaković                   | Unabhängig                           | 117     | 1,6  |
| Gesamt                               | Gesamt                               | 7.137   | 100  |
|                                      |                                      |         |      |
| Ungültige Stimmen                    | Ungültige Stimmen                    | 69      | 1,0  |
| Wähler                               | Wähler                               | 7.206   | –    |
|                                      |                                      |         |      |
| Quelle: Državno izborno povjerenstvo |                                      |         |      |

## Regierungsbildung
Am 8. Mai bestätigte der HDZ-Chef und bisherige Premier Andrej Plenković, eine Einigung über die Regierungsbildung und Ressortverteilung zwischen der konservativen HDZ und der rechtsextremen Heimatbewegung (DP) erreicht zu haben. In der neuen Regierung werde die DP drei Ressorts bekommen: das neugegründete Ministerium für Demografie, das Landwirtschaftsministerium und das Wirtschaftsressort. Darüber hinaus bekomme die DP auch einen Vizepremier-Posten. Den beiden Koalitionspartnern fehlen zwei Stimmen auf die absolute Mehrheit. Die nötige Mehrheit sollen der Koalition  Minderheitsabgeordnete verschaffen.
Am 17. Mai sprach das Parlament der neuen Regierung sein Vertrauen aus. Von den 141 anwesenden Abgeordneten stimmten 79 für die Koalitionsregierung.